# Ouakari
Cacajao
 (juin 2011).
Si vous disposez d'ouvrages ou d'articles de référence ou si vous connaissez des sites web de qualité traitant du thème abordé ici, merci de compléter l'article en donnant les références utiles à sa vérifiabilité et en les liant à la section « Notes et références ».
Genre
Les ouakaris (Cacajao) forment un genre de primates de la famille des Cebidae.
Les noms scientifiques et vernaculaires du genre semblent avoir une origine indigène.
Les ouakaris sont différents et insolites par rapport aux autres singes des Amériques car la longueur de leur queue (15-18 cm) est substantiellement inférieur à la longueur de leur tête et de leur corps (40-45 cm). Leur corps est couvert de longs poils lisses mais ils sont chauves. Ils n'ont presque pas de graisse sous-cutanée, ainsi leur visage plat ressemble presque à un crâne. Comme le genre proche des Pithecias, leurs incisives sont saillantes.
Les quatre espèces de ouakaris actuellement connues se trouvent dans le nord-ouest du bassin de l'amazone. Le ouakari chauve est rencontré au nord de l’Amazone et au sud du Río Japurá dans la Mamirauá Sustainable Development Reserve (en). Le ouakari à tête noire est rencontré au nord de l'Amazone et au sud du Rio Negro. Le Cacajao hosomi (en) est rencontré au nord du Rio Negro, à l'ouest du Rio Marauiá et à l'est du canal de Casiquiare. Le Cacajao ayresi (en) n'a jusque-là été rencontré que dans le bassin du Rio Curuduri.
Les ouakaris sont léthargiques et silencieux en captivité mais sont agiles et actifs dans la nature, capable de sauts de plus de six mètres. Ils ont été observés en petits groupes et en groupes de plus de cent individus. Lorsqu'ils voyagent dans la forêt ils se déplacent dans les branches basses des arbres, mais ils vont jusqu'à la canopée à la recherche de fruits.
Ils se nourrissent de fruits, de fruits à coque, de bourgeons et de feuilles.
Les ouakaris vivent dans l'Amazonie néo-tropicale inondée et dans les forêts limitrophes, au Brésil, en Colombie, au Pérou et au Venezuela.

## Liste des espèces et sous-espèces
Le genre Cacajao a longtemps considéré comme ne contenant que deux espèces, mais des études récentes ont montré que la seconde n'étaient pas monotypique. Une nouvelle taxinomie a été proposée en 2008, puis contestée en 2014 :
- Cacajao calvus (I. Geoffroy Saint-Hilaire, 1847)[4] – Ouakari chauve
  - sous-espèce Cacajao calvus calvus (I. Geoffroy Saint-Hilaire, 1847)
  - sous-espèce Cacajao calvus rubicundus (I. Geoffroy Saint-Hilaire & Deville, 1848)
  - sous-espèce Cacajao calvus ucayalii (Thomas, 1928)
  - sous-espèce Cacajao calvus novaesi Hershkovitz, 1987
- Cacajao melanocephalus (Humboldt, 1812) – Ouakari à tête noire
- Cacajao ouakary (Spix, 1823) — contesté[5], considéré comme un synonyme plus récent de Cacajao melanocephalus
- Cacajao hosomi Boubli et al., 2008[5] — contesté[6], considéré comme un synonyme plus récent de Cacajao melanocephalus
- Cacajao ayresi Boubli et al., 2008[5] — contesté[6], considéré comme une sous-espèce : Cacajao melanocephalus ayresi

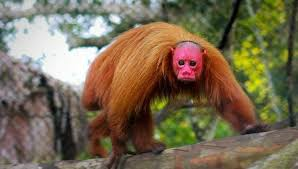
C. calvus
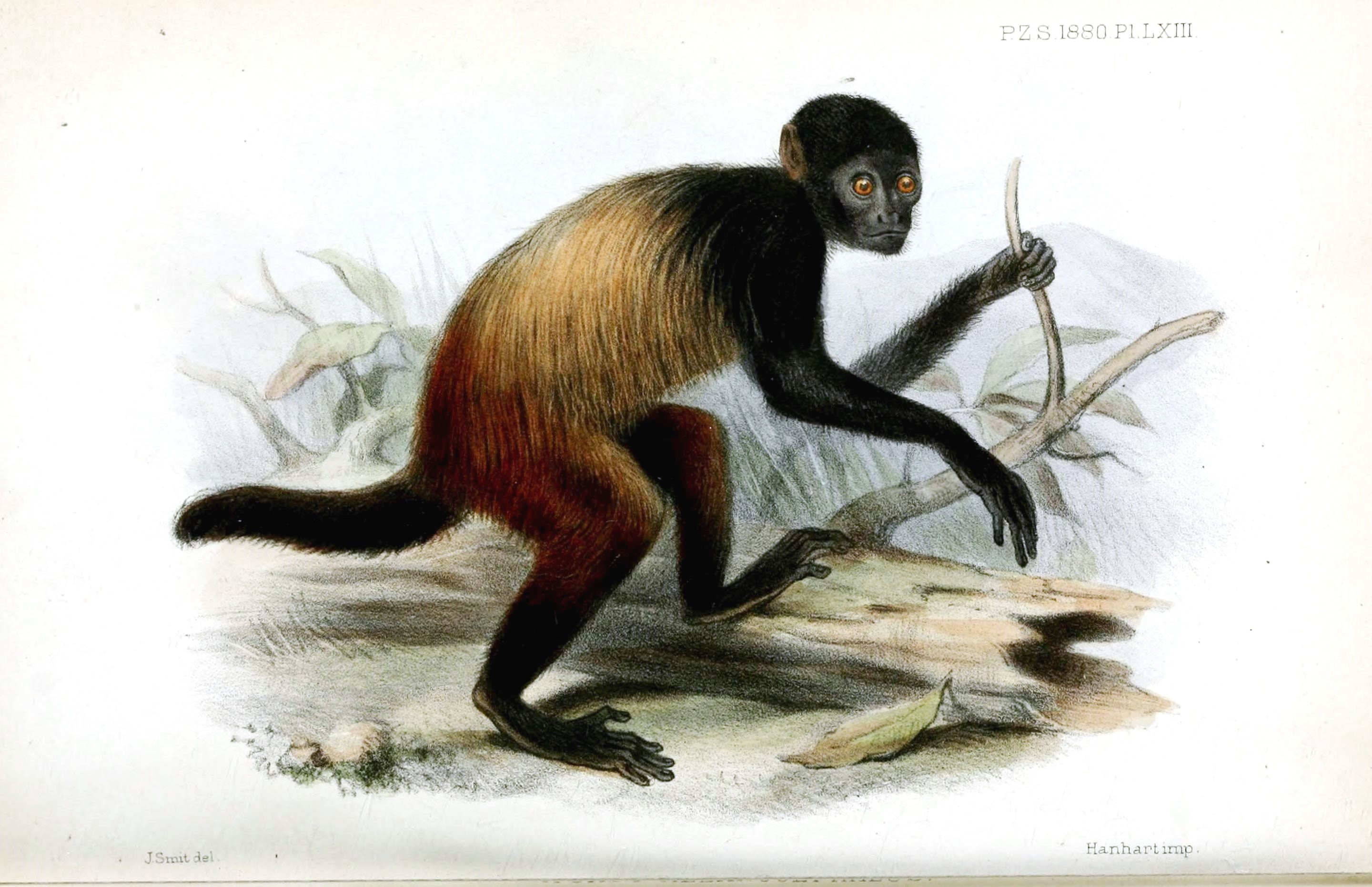
C. melanocephalus